# Winde
Winde – wieś w Holandii, w prowincji Drenthe, w gminie Tynaarlo.